# Liste der Brunnen, Denkmäler und Skulpturen in Löbau
Diese Liste enthält Brunnen, Denkmale und Skulpturen der Stadt Löbau im Landkreis Görlitz in der Oberlausitz. Die Liste führt die öffentlich zugänglichen Brunnenanlagen, Denkmale und Skulpturen auf dem Gebiet der Stadt Löbau ohne eingemeindete Ortschaften auf. Als Denkmale und Skulpturen im Sinne der Liste gelten Denkmale im engeren Sinne, d. h. Statuen, Standbilder, Ehrenmale und Gedenksteine, die für bestimmte Personen oder Ereignisse errichtet wurden sowie künstlerisch gestaltete Figuren und Plastiken, die sich im öffentlich zugänglichen Raum befinden. Die Liste enthält somit keine Gebäude, die als Denkmal im weiteren Sinne eingestuft sind sowie deren Figurenschmuck. Auch Grabmale einzelner Persönlichkeiten auf Löbauer Friedhöfen werden in der Liste nicht aufgeführt. Nicht mehr existierende Denkmale sind in einer eigenen Tabelle aufgeführt.

## Liste der Brunnen, Denkmale und Skulpturen
| Name                                          | Standort                                                           | Beschreibung und Anmerkungen zur Geschichte | Künstler                                                                     | Jahr der Aufstellung      | Bild                                                                   |
| --------------------------------------------- | ------------------------------------------------------------------ | --- | ---------------------------------------------------------------------------- | ------------------------- | ---------------------------------------------------------------------- |
| Sechsstädtebrunnen                            | Altmarkt (Altstadt) (Standort)                                     | Brunnenanlage mit Wappen von Bautzen, Görlitz, Kamenz, Lauban, Löbau, Zittau (Oberlausitzer Sechsstädtebund) |                                                                              | 19. Jahrhundert           | Sechsstädtebrunnen                                                     |
| Scheffelmaß                                   | Altmarkt 17 (Standort)                                             | Meßtrog aus Stein, zum Bestimmen von z. B. Getreidemengen |                                                                              |                           | Scheffelmaß                                                            |
| Denkmal für den Deutschen Krieg von 1866      | Am Alten Friedhof (Standort)                                       | Denkmal für die Gefallenen des Deutsch-Österreichischen Krieges 1866. Inschrift: Dem Andenken der im Feldzuge 1866 verwundeten und zu Löbau verstorbenen Krieger. -.- Die Erde ist überall des HERRN -.- |                                                                              | nach 1866                 | Denkmal für den Deutschen Krieg von 1866                               |
| Freiplastik Merkur                            | Bahnhofstraße 8 (Standort)                                         | Freiplastik an Eckseite des Mietshauses |                                                                              | 1890er Jahre              | Freiplastik Merkur                                                     |
| Meilenstein                                   | Bahnhofstraße 35 (Standort)                                        | Königlich-Sächsischer Meilenstein; Sandsteinblock, oben abgerundet |                                                                              | 1859                      | Meilenstein                                                            |
| Mahnmal für kriegsmüde Soldaten               | Brunnenstraße (früher: Brunnenweg) (Standort)                      | Aus Quadersteinen gesetzte Halbrundnische mit Granitstein mit Schriftgravur: An dieser Stelle starben als Opfer des Faschismus einige kriegsmüde Soldaten. (Panzerschütze Kurt Rudolf Wagner, geb. 4.5.1923 in Zwickau; Pionier Walter Erich Wukasch, geb. 6.4.1922 in Malschwitz), erschossen am 13. März 1945; sowie ein unbekannter Soldat, erschossen in den ersten Apriltagen 1945                                                      |                                                                              | zw. 1945 u. 1948          | Mahnmal für kriegsmüde Soldaten                                        |
| Humboldt-Gedenkstein                          | Brücknerring (Standort)                                            | Gedenkstein mit Inschrift für Alexander von Humboldt, errichtet anlässlich des 100. Geburtstages |                                                                              | 1869                      | Humboldt-Gedenkstein                                                   |
| Schiller-Gedenkstein 1955                     | Brücknerring (Nähe Nr. 8) (Standort)                               | Gedenkstein errichtet anlässlich des 150. Todesjahr von Friedrich Schiller, Schriftgravur: Wir wollen sein ein einzig Volk von Brüdern |                                                                              | 1955                      | Schiller-Gedenkstein 1955                                              |
| Schiller-Gedenkstein 1859                     | Brücknerring (Nähe Nr. 8) (Standort)                               | Gedenkstein errichtet zu Ehren des 100. Geburtstages von Friedrich Schiller, stark verwitterte Schriftgravur: 10. Nov. 1859 |                                                                              | 1859                      | Schiller-Gedenkstein 1859                                              |
| Mücklich-Gedenkstein                          | Bürgermeister-Mücklich-Weg (Löbauer Berg) (Standort)               | Gedenkstein erinnert an den am 22. Mai 1912 an dieser Stelle verstorbenen Bürgermeister Otto Mücklich. |                                                                              |                           | Mücklich-Gedenkstein                                                   |
| Mord- und Sühnekreuz                          | Clara-Zetkin-Straße 1a (Standort)                                  | Stein in Form eines aufrecht stehenden Kreuzes; Sandstein |                                                                              | 15./16. Jahrhundert       | Mord- und Sühnekreuz                                                   |
| Kriegerdenkmal Löbauer Berg                   | Denkmalsweg (Löbauer Berg) (Standort)                              | Monumentales Denkmal für die gefallenen Soldaten des Ersten Weltkrieges, später wurden auch die Jahreszahlen des Zweiten Weltkrieges hinzugefügt |                                                                              | 1921                      | Kriegerdenkmal Löbauer Berg                                            |
| Siegesdenkmal im Friedenshain                 | Friedenshain; (früher: Siegeshain) (Standort)                      | Denkmal für die Gefallenen des Deutsch-Französischen Krieges 1870/1871; Granitobelisk auf Postament, mit Basaltblöcken sowie Tafel mit Inschrift | Bildhauer August Kretschmar                                                  | 1895                      | Denkmal für die Gefallenen des Deutsch-Französischen Krieges 1870/1871 |
| Denkmal (ehem. Denkmal von Kaiser Wilhelm I.) | Friedenshain; (früher: Siegeshain) (Standort)                      | Denkmal, wurde 1905 in der Parkanlage Siegeshain errichtet. Auf ihm befand sich einmal eine Bronzebüste von Kaiser Wilhelm I., diese gilt seit dem Ende des Zweiten Weltkrieges als verschollen. Die Bronzeschrift wurde ebenfalls entfernt. | Bildhauer Emil Hundrieser Sockel: Steinschleiferei Hedwig Agnes Kloss, Löbau | 1905                      | Denkmal (ehem. Denkmal von Kaiser Wilhelm I.)                          |
| Mord- und Sühnekreuz                          | Ebersdorfer Weg 7 (Standort)                                       | Stein in Form eines aufrecht stehenden Kreuzes; Sandstein |                                                                              | 15./16. Jahrhundert       | Mord- und Sühnekreuz                                                   |
| Goethe-Gedenkstein                            | Goetheweg (Löbauer Berg) (Standort)                                | Gedenkstein wurde 1899 anlässlich des 150. Geburtstages von Johann Wolfgang von Goethe errichtet., Inschrift: Über allen Gipfeln ist Ruh… |                                                                              |                           | Goethe-Gedenkstein                                                     |
| Brücknersteine                                | Grenzweg (Löbauer Berg) (Standort)                                 | 3 große Basaltsteine mit Initialen der Brückners |                                                                              |                           | Brücknersteine                                                         |
| Skulptur des Stadtpfeifers                    | Innere Bautzener Straße 6 (Standort)                               | Skulptur eines Stadtpfeifers an der Hauswand eines Gebäudes | Annemarie Seltmann                                                           | 1958                      | Skulptur des Stadtpfeifers                                             |
| Brunnen                                       | Innere Zittauer Straße 10 (Standort)                               | Brunnenbecken aus Granit, sowie mittig angeordnete Granitsäule mit 4 Wasserauslässen |                                                                              |                           | Brunnen                                                                |
| Trommler                                      | Johannisplatz 10 (Standort)                                        | Skulptur eines Trommlers | Miroslav Kliemes                                                             |                           | Trommler                                                               |
| Denkmal für Karl Liebknecht                   | Karl-Liebknecht-Straße, Ecke Äußere Zittauer Straße 47b (Standort) | Stein in Form einer wehenden Flagge, mit Bronzerelief und Schriftgravur: Zu Ehren Karl Liebknechts |                                                                              | 1971                      | Denkmal für Karl Liebknecht                                            |
| Brunnen mit Katzenplastik                     | Katzenturmgäßchen 1 (Standort)                                     | Flachbrunnen aus Granitstein mit Katzenplastik aus Sandstein, wurde erneuert | Adrian Jähne / Ludwig Pai                                                    |                           | Brunnen mit Katzenplastik                                              |
| Brückner-Gedenkstein                          | Kleiner Ring (Löbauer Berg) (Standort)                             | Gedenkstein erinnert an den am 22.6.1942 vor Sewastopol gefallenen Oberleutnant Christoph Brückner. |                                                                              |                           | Brückner-Gedenkstein                                                   |
| Kursächsische Postmeilensäule                 | Neumarkt (Standort)                                                | Obelisk auf Sockel (aus Sandstein), mit Wappenpaar sowie „AR“-Monogramm und Posthornzeichen. | Steinmetzmeister Gottlob Friedrich Engler und Bildhauer Gottlob Kretzschmar  | 1725                      | Kursächsische Postmeilensäule                                          |
| Gedenkstein für Martin Luther                 | Promenadenring, Ecke Bahnhofstraße (Standort)                      | Findling mit Relief-Platte, errichtet zum 450. Geburtstag Martin Luthers. Inschrift: Lasset uns aufwachen ihr lieben Deutschen und Gott mehr denn die Welt fürchten. |                                                                              | Bezeichnet mit 1933       | Gedenkstein für Martin Luther                                          |
| Humboldt-Säule                                | Promenadenring, Ecke Bahnhofstraße (Standort)                      | Wettersäule; frei stehendes Sandstein-Türmchen mit Thermo- und Barometer, aufgestellt vom Humboldt-Verein |                                                                              | 2. Hälfte 19. Jahrhundert | Humboldt-Säule                                                         |
| Der Nachdenkliche                             | Promenadenring 1 (Standort)                                        | Skulptur einer kauernden, männlichen Figur | Klaus Bramburger                                                             |                           | Der Nachdenkliche                                                      |
| Kursächsische Postmeilensäule                 | Promenadenring 2, Ecke Bahnhofstraße (Standort)                    | Obelisk auf Sockel (aus Sandstein), mit Wappenpaar sowie „AR“-Monogramm und Posthornzeichen. | Steinmetzmeister Gottlob Friedrich Engler und Bildhauer Gottlob Kretzschmar  | 1725                      | Kursächsische Postmeilensäule                                          |
| Gedenkstein für die Opfer der Pogromnacht     | Promenadenring 3 (Standort)                                        | Siebenarmiger Leuchter auf Sockel, Sandstein, mit Inschrift: 9. November / 1938 / GEDENKE / VERGISS NIE |                                                                              | 1980er Jahre (vermutlich) | Gedenkstein für die Opfer der Pogromnacht                              |
| Gedenkstein für Ernst Thälmann                | Promenadenring 12 (Standort)                                       | Granitstein mit Bronzerelief und Inschrift: Seinen Namen tragen wir / sei seiner würdig / Pionier |                                                                              | 1950er Jahre              | Gedenkstein für Ernst Thälmann                                         |
| Denkmal der Befreiungskriege von 1813         | Stadionweg (Standort)                                              | Errichtet zum 90. Jahrestag der am 9. September 1813 bei Ebersdorf stattgefundenen Schlacht zwischen den Franzosen (Napoleon) mit den verbündeten Polen und den Russen, halbkreisförmiges Felsendenkmal mit Kreuz aus Kanonenkugeln und Inschrift 1813 sowie Felsblock mit Inschrift: Geweiht den im Gefecht bei Ebersdorf am 9. September 1813, Gefallenen und hier ruhenden russischen u. polnischen Kriegern. Errichtet zum 9. Sept. 1903 |                                                                              | 1903                      | Denkmal der Befreiungskriege von 1813                                  |
| Kursächsische Postmeilensäule                 | Theaterplatz (Standort)                                            | Obelisk auf Sockel (aus Sandstein), mit Wappenpaar sowie „AR“-Monogramm und Posthornzeichen. | Steinmetzmeister Gottlob Friedrich Engler und Bildhauer Gottlob Kretzschmar  | 1725                      | Kursächsische Postmeilensäule                                          |
| Engwicht-Gedenkstein                          | Turmstraße (Löbauer Berg) (Standort)                               | Gedenkstein erinnert an den am 31. Januar 1854 an dieser Stelle tödlich verunglückten Arbeiter Johann Gottfried Engwicht |                                                                              |                           | Engwicht-Gedenkstein                                                   |
| Springbrunnen                                 | Wettiner Platz (Standort)                                          | Flacher Schalenbrunnen mit profilierter Einfassung |                                                                              | 1893                      | Springbrunnen                                                          |
| Denkmal für die Opfer des Faschismus          | Wettiner Platz (Standort)                                          | Granitschale mit Kupferdeckel auf Steinsockel, Inschrift: Den Toten zur Ehre, den Lebenden zur Pflicht |                                                                              | Nach 1945                 | Denkmal für die Opfer des Faschismus                                   |
| Figurengruppe                                 | Wettiner Platz (Standort)                                          | Tratschweiber mit Hund | Dieter Strahl                                                                | 1986                      | Figurengruppe                                                          |

## Liste der ehemaligen Brunnen, Denkmale und Skulpturen
| Name                      | Letzter Standort                               | Beschreibung und Anmerkungen zur Geschichte | Künstler                  | Jahr der Aufstellung | Jahr der Entfernung | Bild                      |
| ------------------------- | ---------------------------------------------- | --- | ------------------------- | -------------------- | ------------------- | ------------------------- |
| Bismarck-Denkmal          | Königsplatz (heute: Wettiner Platz) (Standort) | Bronzestandbild des Reichskanzlers Otto von Bismarck auf mehrfarbigen quadratischen Granitsockelsteinen mit Inschrift, das Bronzestandbild gilt als verschollen                                                     | Bildhauer Georg Meyer     | 1904                 | 1941                | Bismarck-Denkmal          |
| Kaiser-Wilhelm-I.-Denkmal | Siegeshain (heute: Friedenshain) (Standort)    | Büstendenkmal, wurde 1905 in der Parkanlage Siegeshain errichtet, das Denkmal gibt es noch, die Bronzebüste gilt seit dem Ende des Zweiten Weltkrieges als verschollen. Die Bronzeschrift wurde ebenfalls entfernt. | Bildhauer Emil Hundrieser | 1905                 | 1941/1942           | Kaiser-Wilhelm-I.-Denkmal |